# 泰奥·阿里巴热
泰奥·阿里巴热（Théo Arribagé，2000年10月9日—），法国男子网球运动员，目前主攻双打。他已赢得10个ATP挑战赛双打冠军。
2023年2月，阿里巴热首次亮相ATP巡回赛，他与吕卡·桑切斯替补进入2023年法国南部网球公开赛双打正赛。之后他们收到了2023年法网男双外卡并赢下了第一场大满贯胜利。第二年他和同胞丹·阿代德一起拿到了2024年法网男双外卡，并连续两年战胜法国同胞组合进入第二轮。在同年的温网男双比赛中，他与马库斯·丹尼尔利用后者排名保护资格进入正赛。在2024年4月举行的BMW网球公开赛上他与维克托·弗拉达·科尔内亚打入了巡回赛四强。